# Eduard Nápravník
Eduard Nápravník (en russe : Эдуард Францович Направник, Edouard Frantsovitch Napravnik ; né le 24 août 1839 à Bejscht près de Königgrätz et mort le 23 novembre 1916 à Saint-Pétersbourg) est un compositeur et chef d'orchestre bohémien dont la vie et la carrière se déroulèrent essentiellement en Russie, et qui eut un rôle important dans la vie musicale de Saint-Pétersbourg. Il était l'époux de la cantatrice Olga Schröder.

## Biographie
Fils d'un enseignant pauvre, il se retrouva orphelin à quatorze ans et commença à gagner sa vie en jouant de l'orgue à l'église. Il entra à l'école d'orgue de Prague en 1854. Grâce à son professeur, il put poursuivre ses études et devint assistant d'enseignement. Il reçut en 1861 la proposition de devenir le chef de l'orchestre privé du prince Youssoupov à Saint-Pétersbourg. En 1863, il fut nommé organiste et chef assistant au théâtre Mariinsky, avant d'y succéder à Constantin Liadov comme chef principal en 1869.
À ce poste très important, qu'il tint pendant plusieurs décennies, il créa nombre de grands opéras russes de son temps, de Moussorgski (Boris Godounov en 1874), César Cui, Tchaïkovski (L'Opritchnik en 1874) et Rimski-Korsakov.
Dans son Histoire de la musique russe des origines à nos jours, Michel Rostislav Hoffmann souligne un trait de caractère original et sympathique : lorsqu'il était décidé de jouer un ouvrage qu'il n'aimait pas, il faisait ce qu'il pouvait pour faire échouer le projet. Mais, en tant que chef d'orchestre, si l'ouvrage était monté malgré lui, alors il déployait tout son talent pour le mener au succès, par exemple Boris Godounov de Moussorgski, ouvrage que personnellement il jugeait haïssable mais qu'il fit pourtant triompher. 

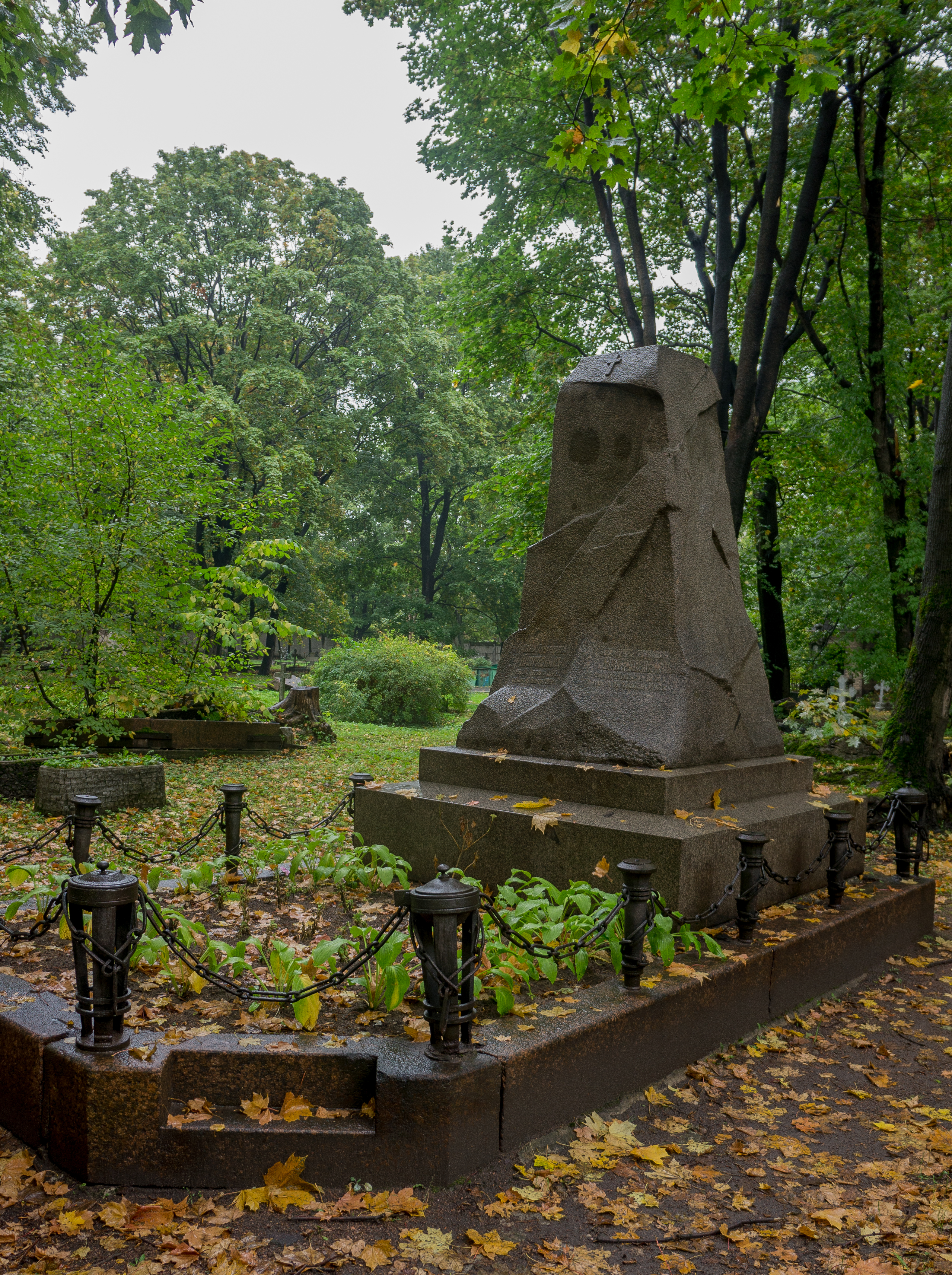
Sépulture de Napravnik et de son épouse au cimetière Novodiévitchi de Saint-Pétersbourg.

En tant que compositeur, son œuvre la plus connue est l'opéra Doubrovski, tiré de Pouchkine, qui fut créé en 1895.
Sa longue carrière prit fin en 1914, quand il dut renoncer à diriger pour des raisons de santé.

## Œuvres principales

### Opéras
- Nijnegorodtzy (Les Nijni-Novgorodiens, 1867, créé en 1868)
- Harold (1884, créé en 1885)
- Doubrovski, livret de Modeste Tchaïkovski (1894, créé en 1895)
- Francesca da Rimini (d'après la pièce de Stephen Phillips tirée de Dante, 1902)

### Musique symphonique
- Symphonie n°1 (avant 1861)
- Vlasta - Ouverture, op. 4 (avant 1861)
- Ouverture solennelle, op. 14 (1866)
- Symphonie n°2 en ut majeur, op.17 (1873)
- Symphonie n°3 en mi mineur, op. 18 "Le Démon" d'après Lermontov (1874)
- Suite de danses populaires n°1, op. 20 (1875)
- Suite de danses populaires n°2, op. 23 (1876)
- Symphonie n°4 en ré mineur, op. 32 (1879)
- Marche solennelle, op. 33 (1880)
- Marche solennelle, op. 38 (1880)
- Vostok ("Orient") - Poème symphonique op. 40 (1881)
- Musique funèbre op. 42b (1882)
- Quatre Pièces pour orchestre à cordes (dont le fameux n°3 "Mélancolie"), op. 48 (1888)
- Suite en la majeur, op. 49  (1888)
- Deux pièces orchestrales russes, op. 74 (1906)

### Musique pour soliste et orchestre
- Ballade pour violon et orchestre, op. 22 (1875)
- Deux Ballades pour violon et orchestre ("Voïévode" et "Tamara"), op. 26 (1877)
- Concerto pour piano et orchestre (Concerto Symphonique) en la mineur, op. 27 (1877)
- Fantaisie sur des thèmes russes pour violon et orchestre, op. 30 (1878)
- Fantaisie sur des thèmes russes (Fantaisie russe) pour piano et orchestre en si mineur, op. 39 (1881) Dédié à Vera Timanova
- Suite pour violoncelle et orchestre, op. 60 (1898)

### Musique de scène
- Don Juan, musique pour la pièce d'Alexis Tolstoï (1892)

### Musique de chambre
- Trois quatuors à cordes (1873–78)
- Un quintette à cordes (1897)
- Deux trios pour piano
- Un quatuor pour piano et cordes
- Une sonate pour violon et piano
- Deux suites pour violoncelle et piano